# Transilien

Mapa do Transilien.

Mapa do Transilien na área central.

Transilien é a rede ferroviária de trens de subúrbio da SNCF Mobilités servindo principalmente as estações da Ilha de França. A área coberta não coincide exatamente com os limites administrativos da região: os trens também servem muitas estações localizadas na Normandia, nos Altos da França e na região Centro-Vale do Loire. Por outro lado, algumas estações localizadas nas margens da região não são servidas pela rede, mas apenas pelos trens expressos regionais (TER) das regiões vizinhas. Ele é o herdeiro dos trens de subúrbio que já existiam desde o final do século XIX.
Transilien opera em conjunto com a RATP as duas primeiras linhas da Rede Expressa Regional da Ilha de França (RER): a linha A e a linha B. Transilien também opera outras três linhas da rede: a linha C, a linha D e a linha E. A Rede Expressa Regional da Ilha de França (RER) atravessa de parte em parte o subsolo parisiense ("travessia" esperada somente em 2020 para a linha E).
Esta rede compreende também dez outras linhas "Transilien" não-RER (linhas H, J, K, L, N, P, R, U, T4 e T11 Express), que partem e chegam nas grandes estações parisienses, com exceção da linha U, que liga Saint-Quentin-en-Yvelines ao bairro de negócios de La Défense, o bonde da linha T4, que liga as estações de Aulnay-sous-Bois e de Bondy e da linha de bonde T11 Express que liga, por enquanto, as estações de Épinay-sur-Seine e de Le Bourget.
"Transilien", da mesma forma que o "TER" ou o "TGV", é uma marca comercial pertencente à SNCF Mobilités. Criada em 20 de setembro de 1999, ela é dirigida desde 2014 por Alain Krakovitch. Ele se aplica apenas aos trens de passageiros e às estações geridas pela "direção Île-de-France" de SNCF Mobilités. Devido a isso, as linhas ferroviárias de que a operação é realizada pela RATP (parte das linhas A e B do RER) não são parte do Transilien. A rede de vias férreas, que é propriedade da SNCF Réseau, também é utilizada pelos trens de passageiros das grandes linhas, incluindo TGV e Intercités, por outros operadores de transportes (Renfe, DB, Eurostar, Thalys, Venice-Simplon-Orient-Express, etc.) e por trens de carga.

## História

### Aparição dos trens de subúrbio

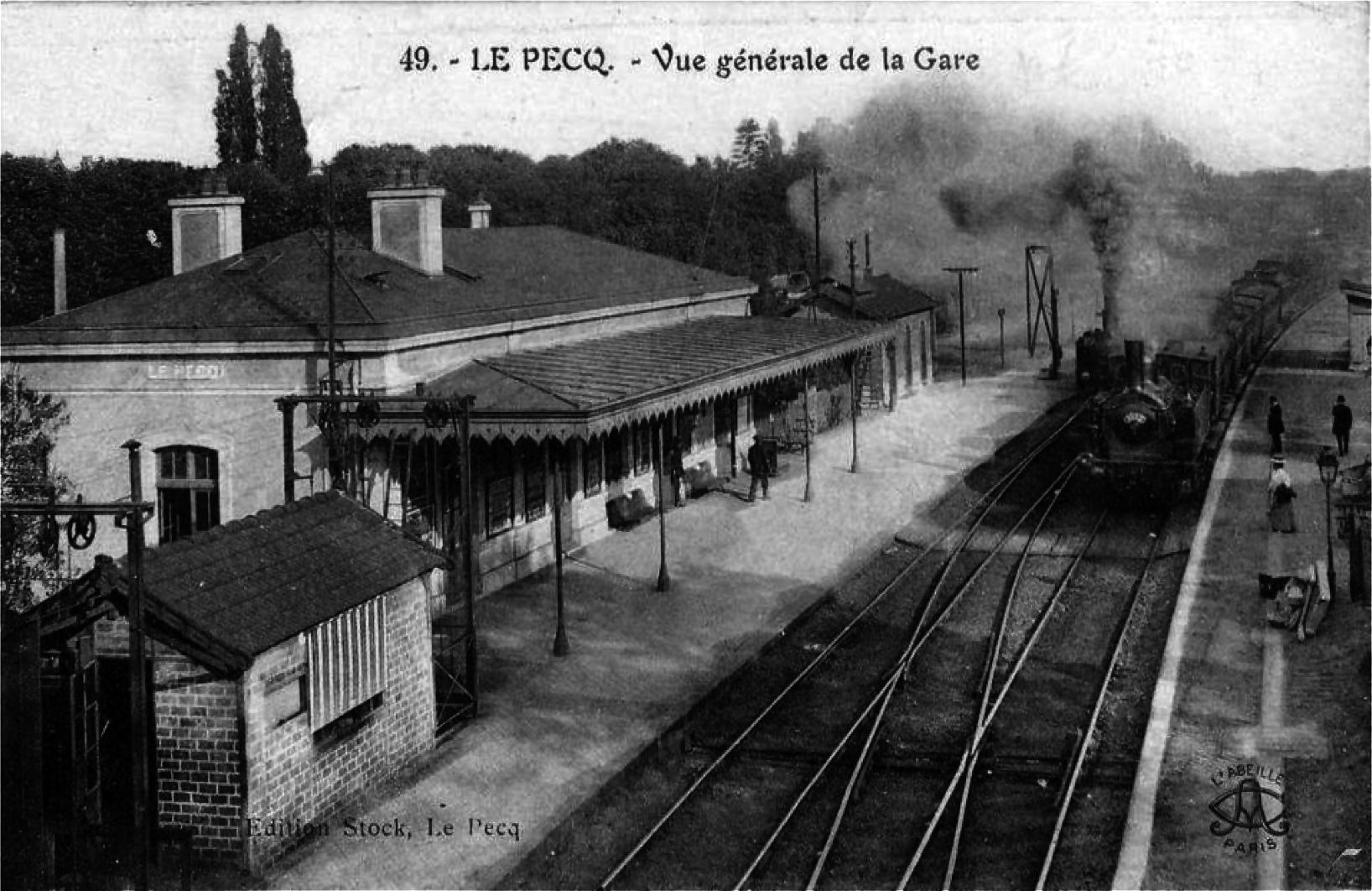
Estação de Le Pecq, por volta de 1900, com o edifício de passageiros de 1847.

A primeira linha do subúrbio parisiense foi aberta em 2 de agosto de 1837 entre Paris (Gare Saint-Lazare) e Saint-Germain (a linha parava temporariamente em Le Pecq). Esta linha foi transferido à RATP em 1 de outubro de 1972 por ocasião do lançamento do RER A. Seu sucesso imediato levou à criação de numerosas linhas, principalmente para ligar as principais cidades da França. O serviço de subúrbio permaneceu por um longo tempo marginal para as grandes companhias, com exceção do Chemin de fer de l'Ouest, onde várias linhas curtas e cruzando as áreas residenciais viam seu tráfego local aumentar substancialmente. A criação de abonos para operários marca uma forte progressão do tráfego, e especialmente, o início da urbanização maciça da periferia parisiense, com o fenômeno dos trabalhadores migrantes.

### Influência das linhas de urbanização ao redor de Paris
O aumento no custo da habitação consecutivo aos grandes trabalhos Haussmannianos e as condições de higiene dentro de Paris levaram os trabalhadores e funcionários que trabalham na capital a ir morar nos subúrbios camponeses. Os trens de subúrbio permitiam e ainda permitem de ligar seu emprego dentro da Ilha de França.
Os mapas topográficos sucessivos do IGN francês mostram a urbanização dos subúrbios parisienses ao longo das décadas próximo das estações das linhas de subúrbio. Na região, em especial ao sul da capital, estas linhas seguem o fundo dos vales pois a tração a vapor não podia suportar as fortes rampas: a urbanização dos planaltos ocorre mais tarde com o advento do automóvel para o público em geral, durante a segunda metade do século XX. O automóvel permitiu ir diretamente para o trabalho, podendo ser capaz de viver a uma distância da estação ferroviária, onde os preços dos terrenos e os aluguéis são mais baixos do que nas proximidades imediatas das estações.
Os geógrafos muitas vezes empregam expressões de imagens para caracterizar estes dois períodos: a urbanização é feita pelos "dedos de luva" ao longo das linhas de trens suburbanos (o centro da luva sendo Paris) e depois em "mancha de óleo" com o automóvel que permitiu habitar um pouco mais longe da estação de trem.

### Depois da guerra

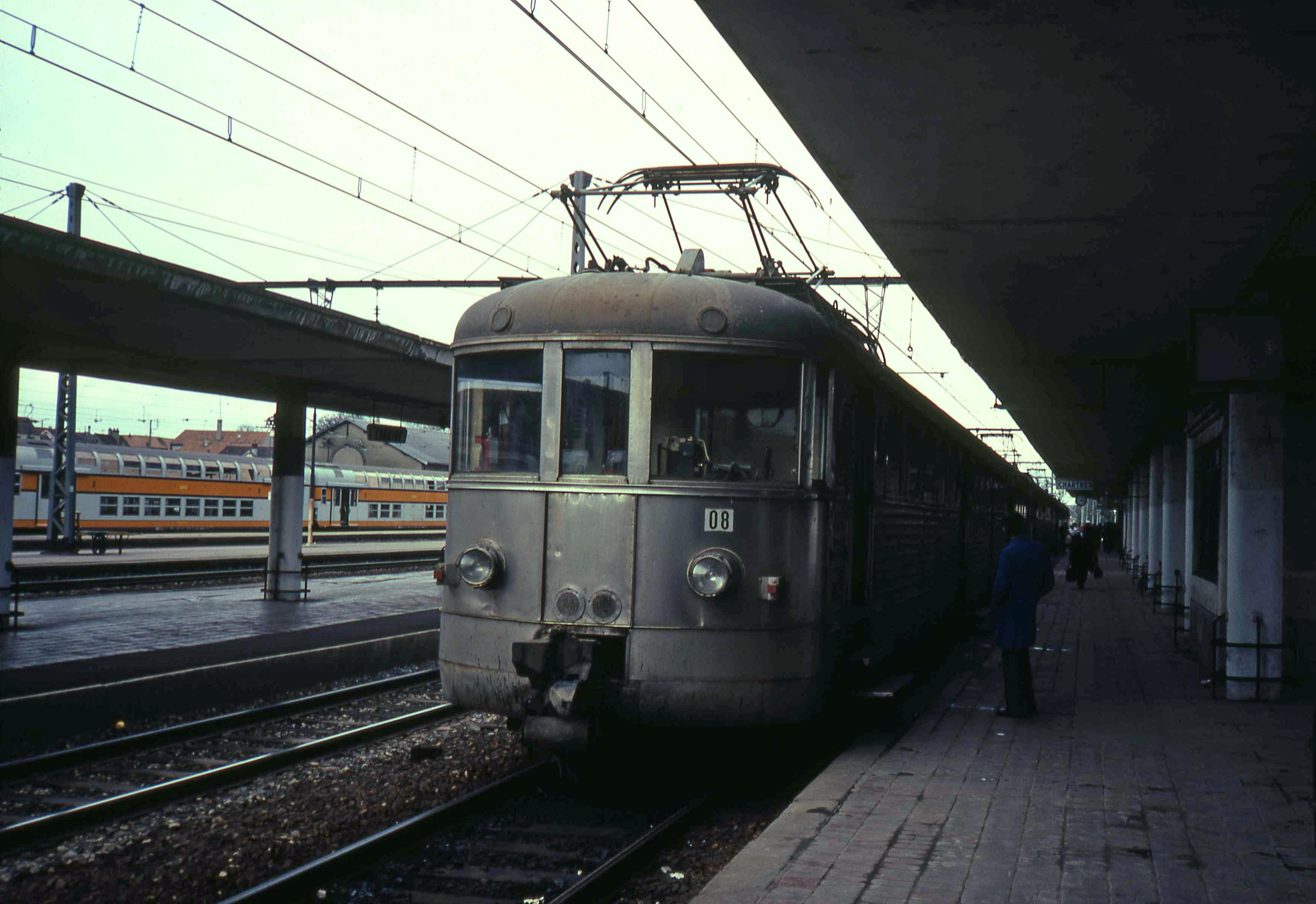
Um trem Z 3700 na estação de Chartres, em abril de 1981.

Em 1938, a nova SNCF opera as linhas e materiais díspares legados deixados pelas grandes empresas. Se a Ouest parece ser em grande parte favorecida, com suas linhas eletrificadas e equipamentos automotores de alto desempenho, o resto da rede ainda está muito longe dessas normas. Durante a Segunda Guerra Mundial, o tráfego é fortemente desorganizado e limitado de feição drástica. Os bombardeios destruíram os depósitos e uma parte do material rodante. As condições de transporte são muito duras, e a permanecer vários anos após o fim do conflito, um período em que muitas obras são para ser reconstruído. As más lembranças daqueles anos difíceis, e a proliferação do transporte individual para reduzir o tráfego, que tem vindo a decrescer a partir de 1946 a 1958, e uma cavidade entre 1952 e 1958.
De 1959 a 1969, as grande electrificações permitiram iniciar a gradual modernização da rede ferroviária, com o desaparecimento definitivo nos subúrbios da tração a vapor em 1970. A propagação de congestionamento de automóveis juntamente com a modernização da rede permitiram o retorno do crescimento do tráfego. De 1969 a 1988, o advento do RER provoca uma evolução radical da imagem do transporte ferroviário. A linha A do RER conheceu uma progressão espetacular no tráfego, que a levou ao ponto de saturação em menos de dez anos.
Em 1 de setembro de 1999, a primeira classe foi suprimida em todos os trens da rede de subúrbio, bem como no RER. Ela representava nessa época apenas 1 % dos viajantes. Ela já tinha sido suprimida no Metrô de Paris em 1991.

### Rótulo Transilien

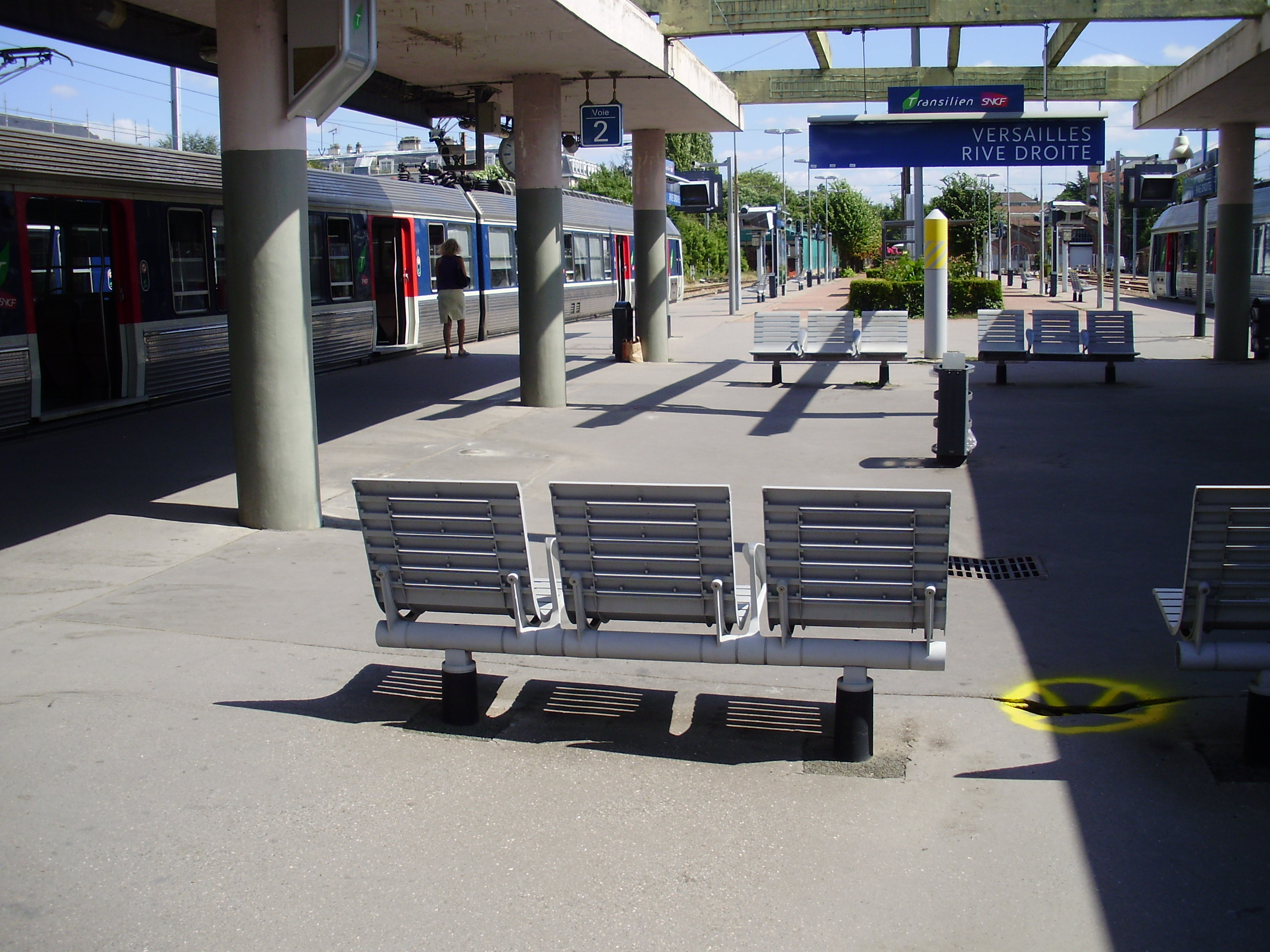
Mobiliário e sinalização na estação de Versailles-Rive-Droite, em agosto de 2010.

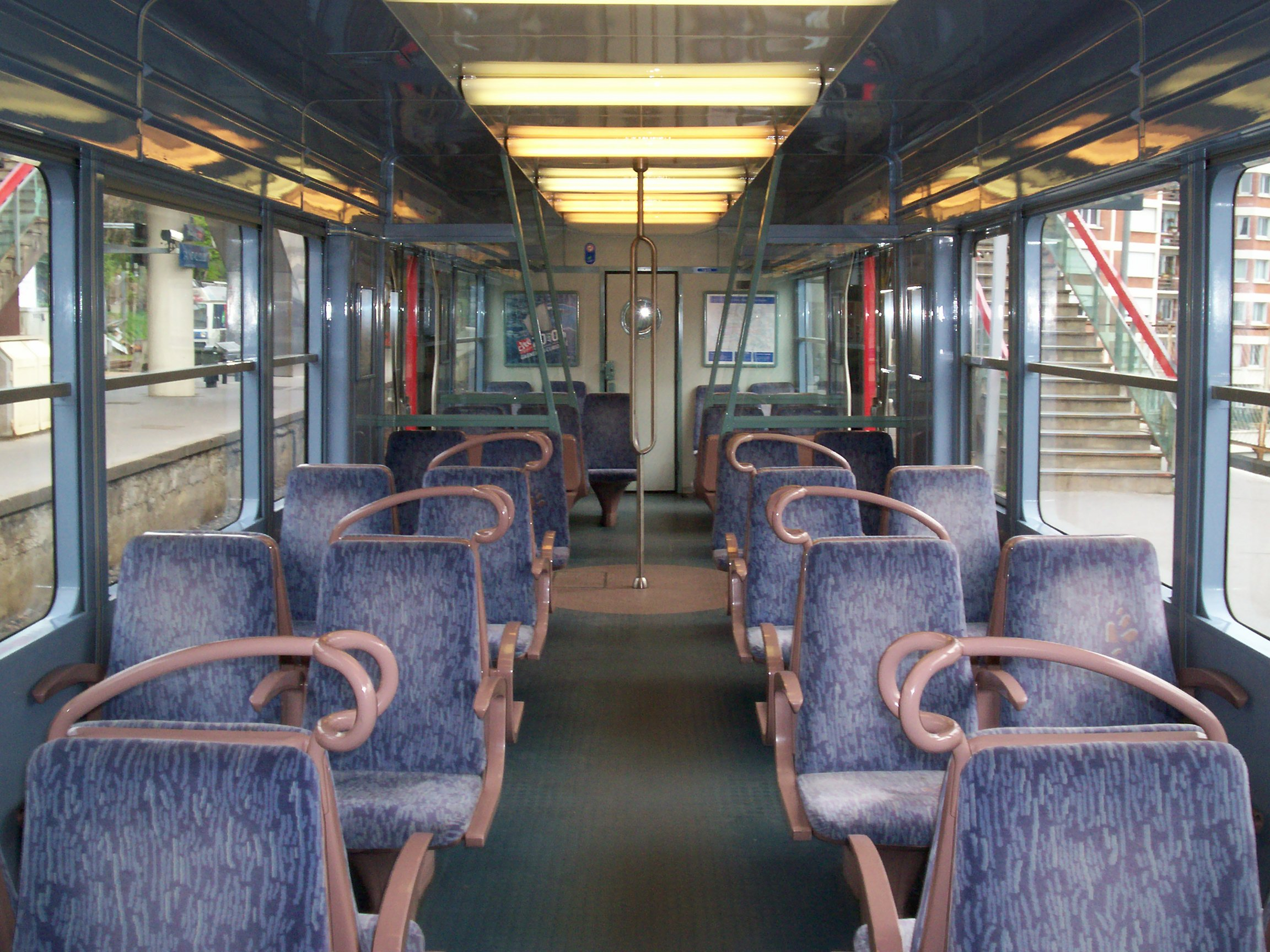
Interior de um trem Z 6400 rotulado Transilien.

Apesar dos investimentos feitos durante as três décadas anteriores, a rede de subúrbio sofria de uma má imagem de marca entre o público, mas também das autoridades e das coletividades territoriais. Enquanto que a RATP se beneficiava da imagem do RER, a qual é geralmente associada, e de uma aura de modernidade e de inovação com um logotipo visível, a rede SNCF evocava os trens de subúrbio com uma conotação negativa, de material rodante vetusto, de atrasos crônicos e de estações pouco acolhedoras.
A sociedade nacional colocou então em ponto um padrão mínimo de desenvolvimento e renovação das estações e do material rodante, e um rótulo para caracterizá-la de forma visível para o público em geral. Depois de olhar para um nome para identificar imediatamente a rede de subúrbio, como TER Île-de-France, Citélien, até mesmo a generalização do nome RER, é finalmente o nome de Transilien, que é mantida e torna-se a nova imagem de marca da empresa. O nome é apresentado oficialmente em 20 de setembro de 1999. Uma especificação é desenvolvida: as estações devem atender a critérios mínimos de conforto e modernização, a fim de obter o rótulo. No entanto, é difícil para a estação para se atribuir um rótulo, e o nome torna-se rapidamente uma marca, à imagem do TGV, do TER ou do Intercités. A modernização do equipamento é significativamente mais custosa e só foi envolvida de forma mais gradual. O primeiro trem equipado com este rótulo foi o Z 6435/6 da série Z 6400.

### Denominação das linhas não RER
Em 2001, a sociedade nacional elabora uma nomenclatura para designar as linhas Transilien não RER. Foi lançada ao conhecimento da clientela, através da publicação da edição de 2001 do plano da rede ferroviária da Ilha de França, apenas na versão apresentada na estação. Ele oferece cinco linhas para não RER, as linhas F, G, H, J e K, que correspondem às cinco redes ferroviárias da Ilha de França:
| Nomenclatura 2001 | Rede Transilien |
| ----------------- | --------------- |
| Linha F           | Saint-Lazare    |
| Linha G           | Montparnasse    |
| Linha H           | Nord            |
| Linha J           | Est             |
| Linha K           | Lyon            |

No final de 2004, a nomenclatura das linhas Transilien foi redistribuída. Ela não abandona o princípio de uma linha por uma rede para as linhas F (Saint-Lazare) e H (Nord) cada uma subdivididas em duas novas linhas: a linha "F" deu origem às linhas "J" e "L" e a linha "H" às linhas "H" e "K". Ela também permite a destacar a relação tangencial La Défense - La Verrière criada em 1995, tornando-se uma linha inteira a parte, a linha "U". Esta nova nomenclatura, ainda em vigor em 2016, institui oito das nove linhas não RER da rede Transilien atual:
| Nomenclatura de 2004 | Anteriormente     | Detalhes                          |
| -------------------- | ----------------- | --------------------------------- |
| Linha H              | Linha H           | -                                 |
| Linha J              | Linha F           | Grupos IV, V e VI                 |
| Linha K              | Linha H           | Eixo Paris-Nord - Crépy-en-Valois |
| Linha L              | Linha F           | Grupos II e III                   |
| Linha N              | Linha G           | -                                 |
| Linha P              | Linha J           | -                                 |
| Linha R              | Linha K           | -                                 |
| Linha U              | Linha F / Linha G | Ligação La Verrière-La Défense    |

Em 20 de novembro de 2006, a 9ª linha não RER da rede Transilien foi inaugurada : é a linha de tram-trem T4 que liga Aulnay-sous-Bois a Bondy, em Seine-Saint-Denis.
Em 1 de julho de 2017, a 10ª linha não RER da rede Transilien é inaugurada : é a linha de tram-trem T11 Express que liga Épinay-sur-Seine a Le Bourget, em Seine-Saint-Denis.
As letras I, M, O, Q, S, T não foram utilizadas por razões de ordem prática (I relembrando muito a cifra 1, O e Q podendo ser confundidas, S estando reservada, e M e T estando reservadas ao metrô e ao tram).

## Linhas

### Apresentação

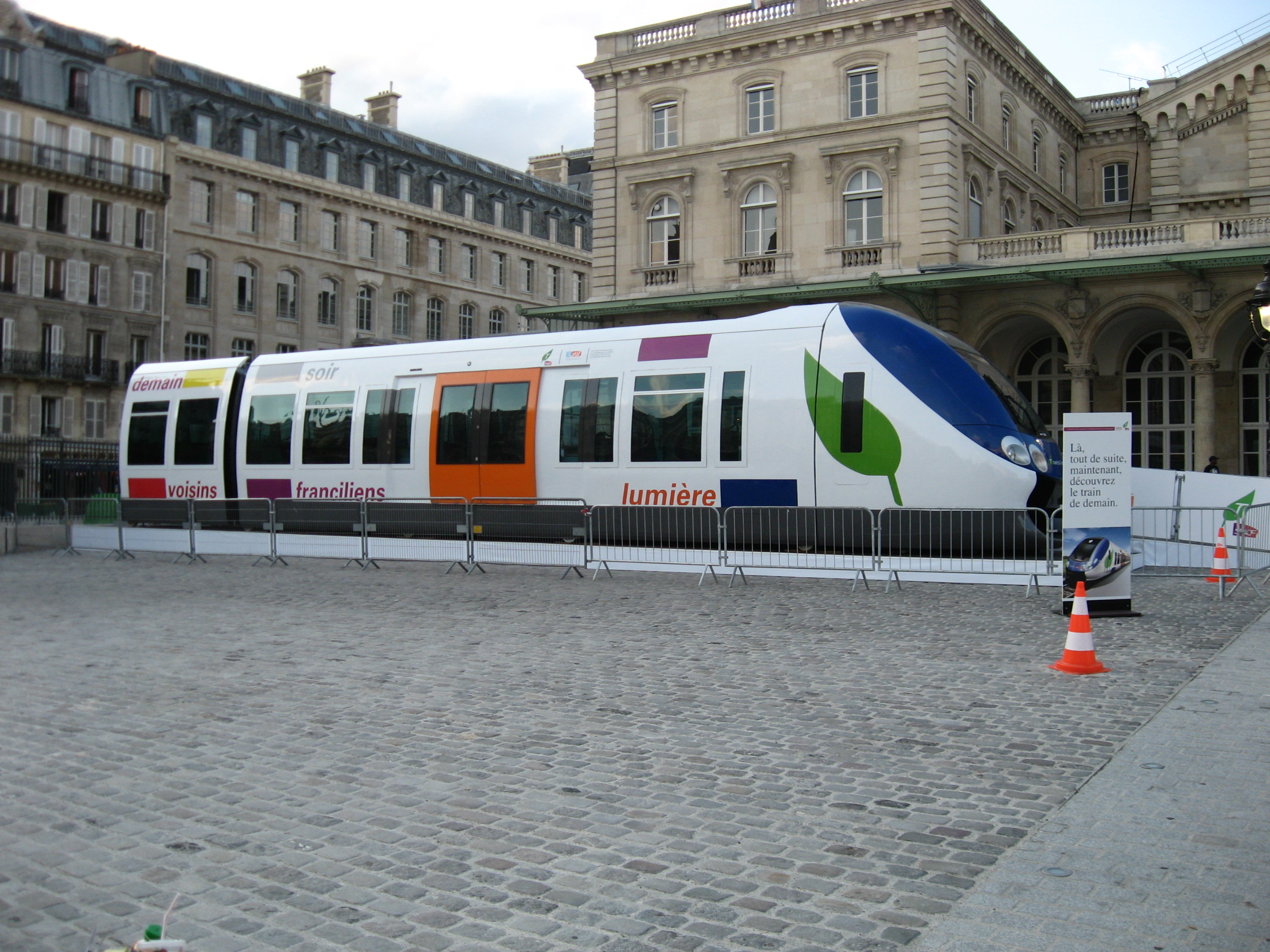
Apresentação de novos trens na Gare de Paris-Est em junho de 2008.

Logo das linhas Transilien não-RER.

O Transilien é dividido em cinco "regiões" (que são as unidades geográficas específicas para a SNCF e diferentes das regiões administrativas do Estado francês), elas mesmas divididas em linhas, que são designadas por uma letra, da mesma forma que o RER. Essas cinco "regiões" são Paris Nord, Paris Est, Paris Sud-Est, Paris Rive-Gauche e Paris Saint-Lazare.

### Quinze linhas

#### Cinco linhas RER
- Linha A
- Linha B
- Linha C
- Linha D
- Linha E

#### Dez linhas não RER
- Linha H
- Linha J
- Linha K
- Linha L
- Linha N
- Linha P
- Linha R
- Linha U
- Linha T4 : Tram-trem
- Linha T11 Express : Tangentielle Nord

### Material rodante

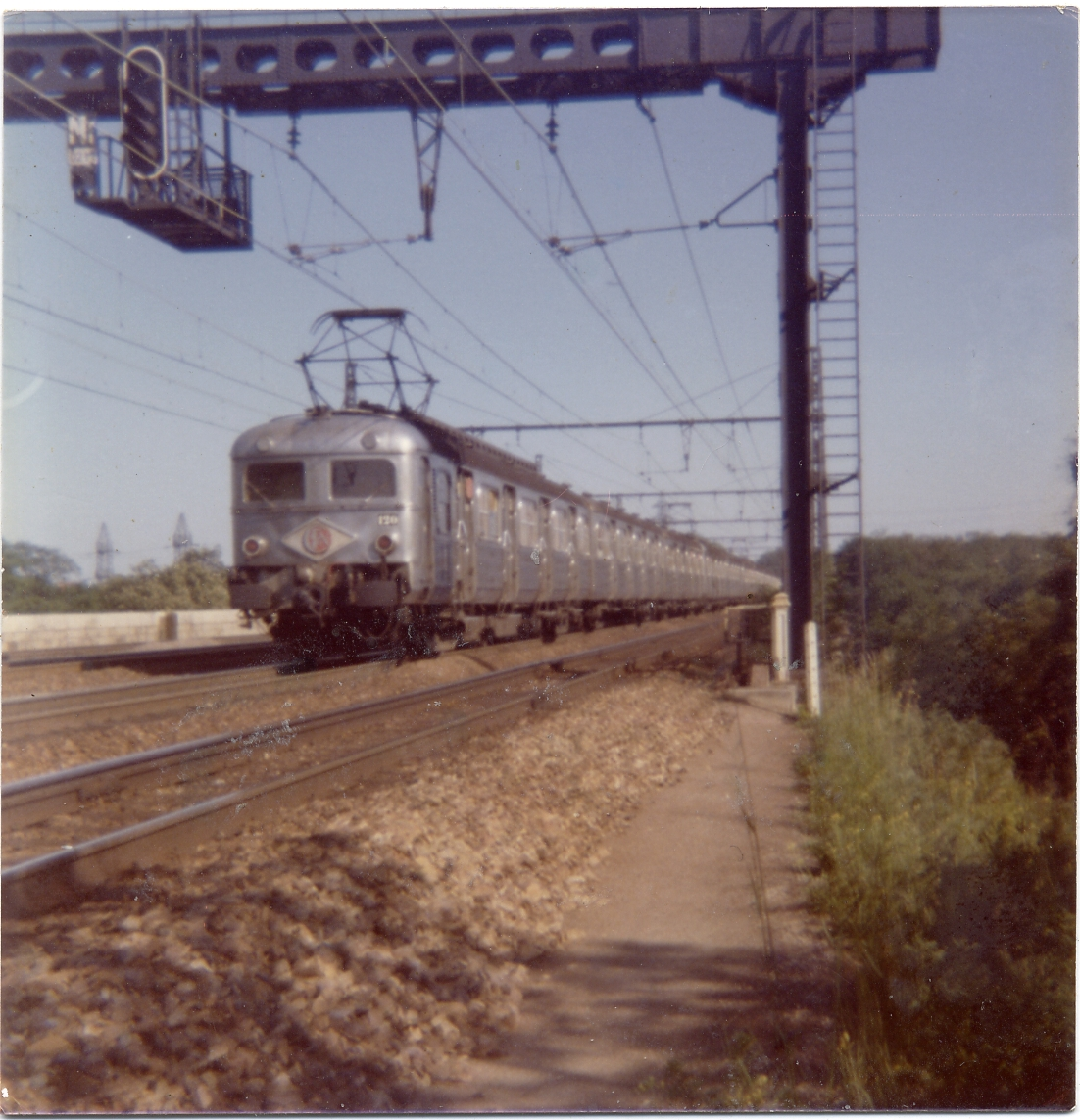
Um Z 5100 de 12 carros no viaduto de Brunoy, em junho de 1977.

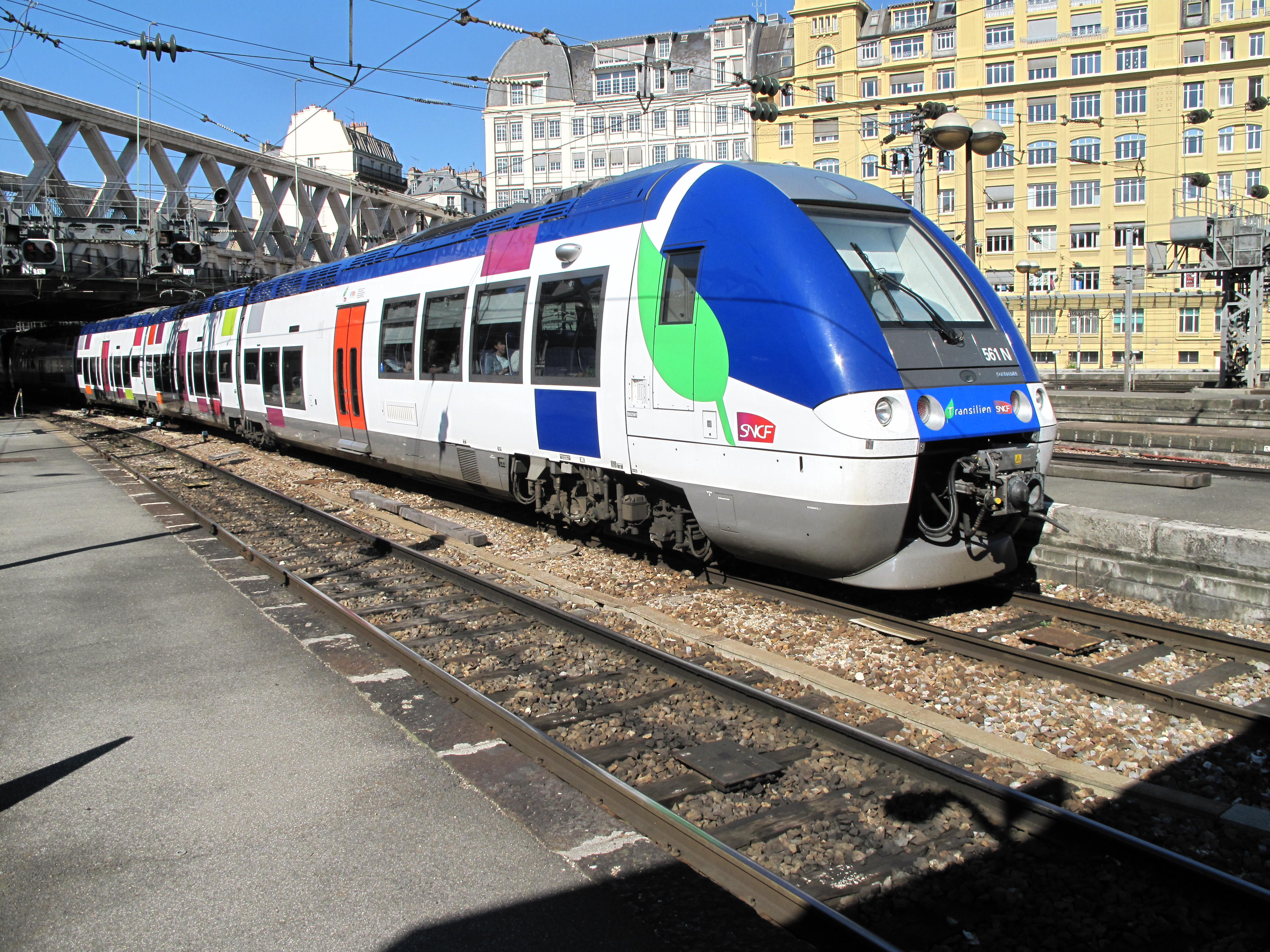
B 82500  ‍
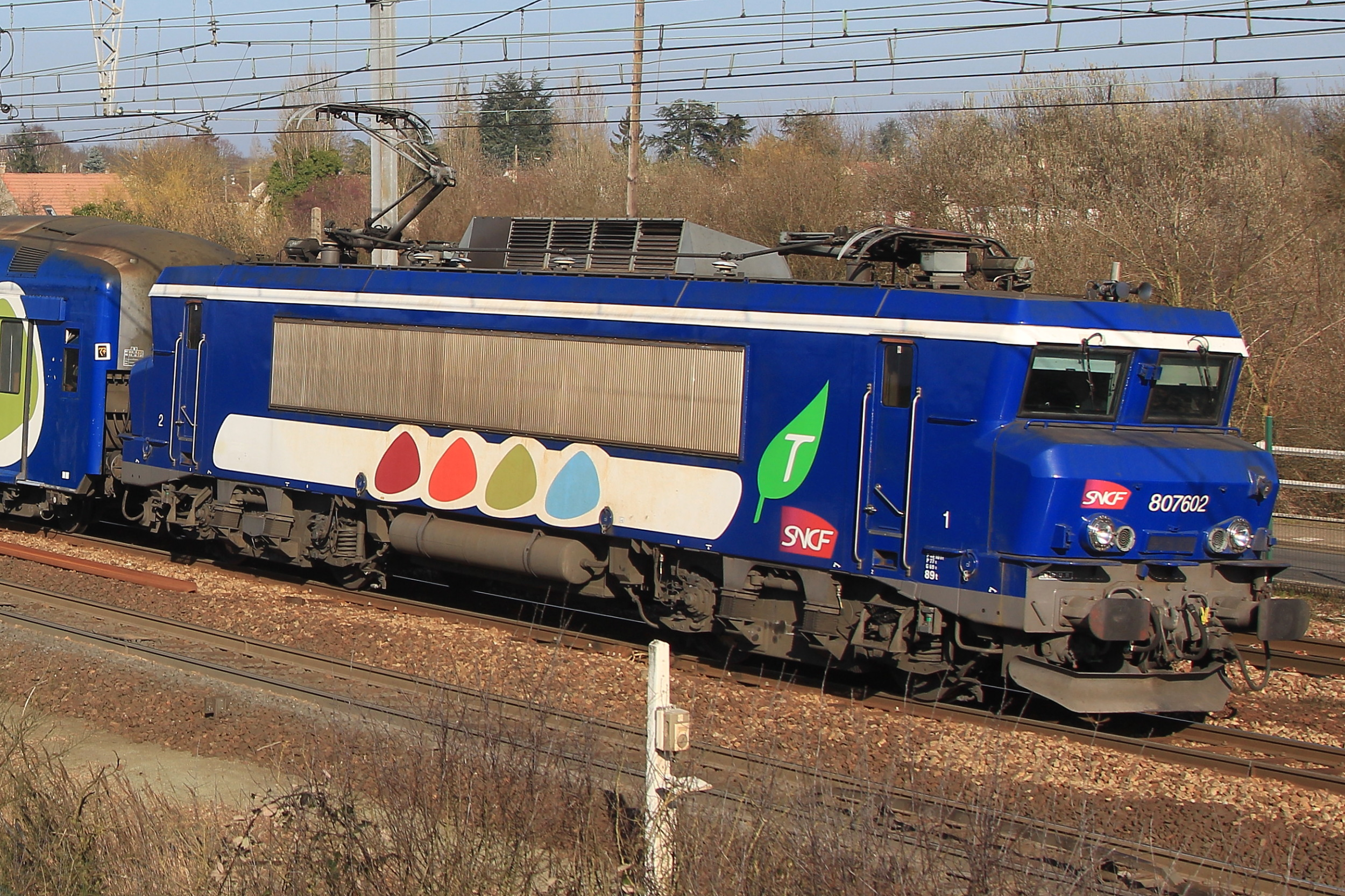
BB 7600   ‍
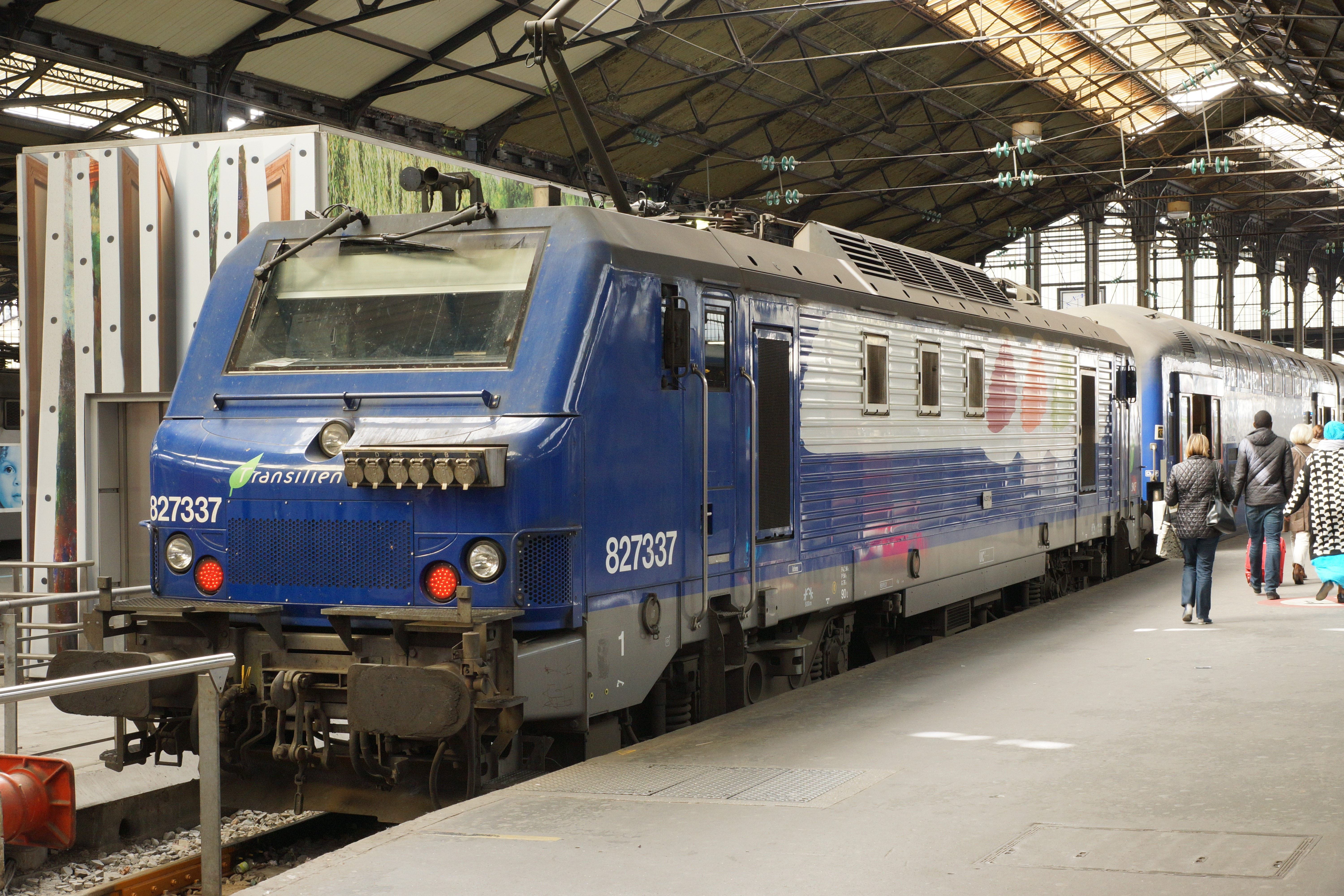
BB 27300  ‍ ‍
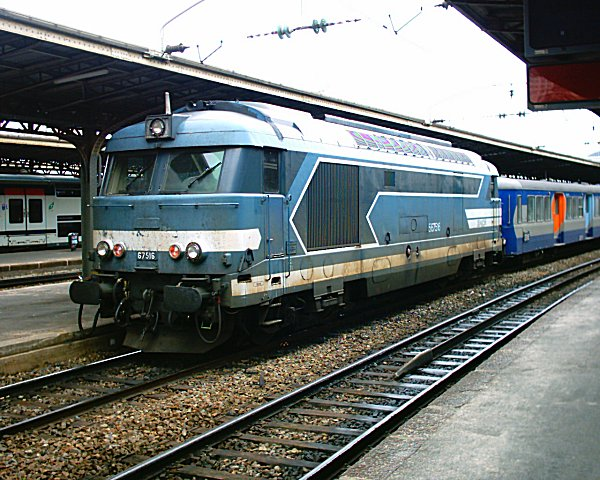
BB 67400  ‍
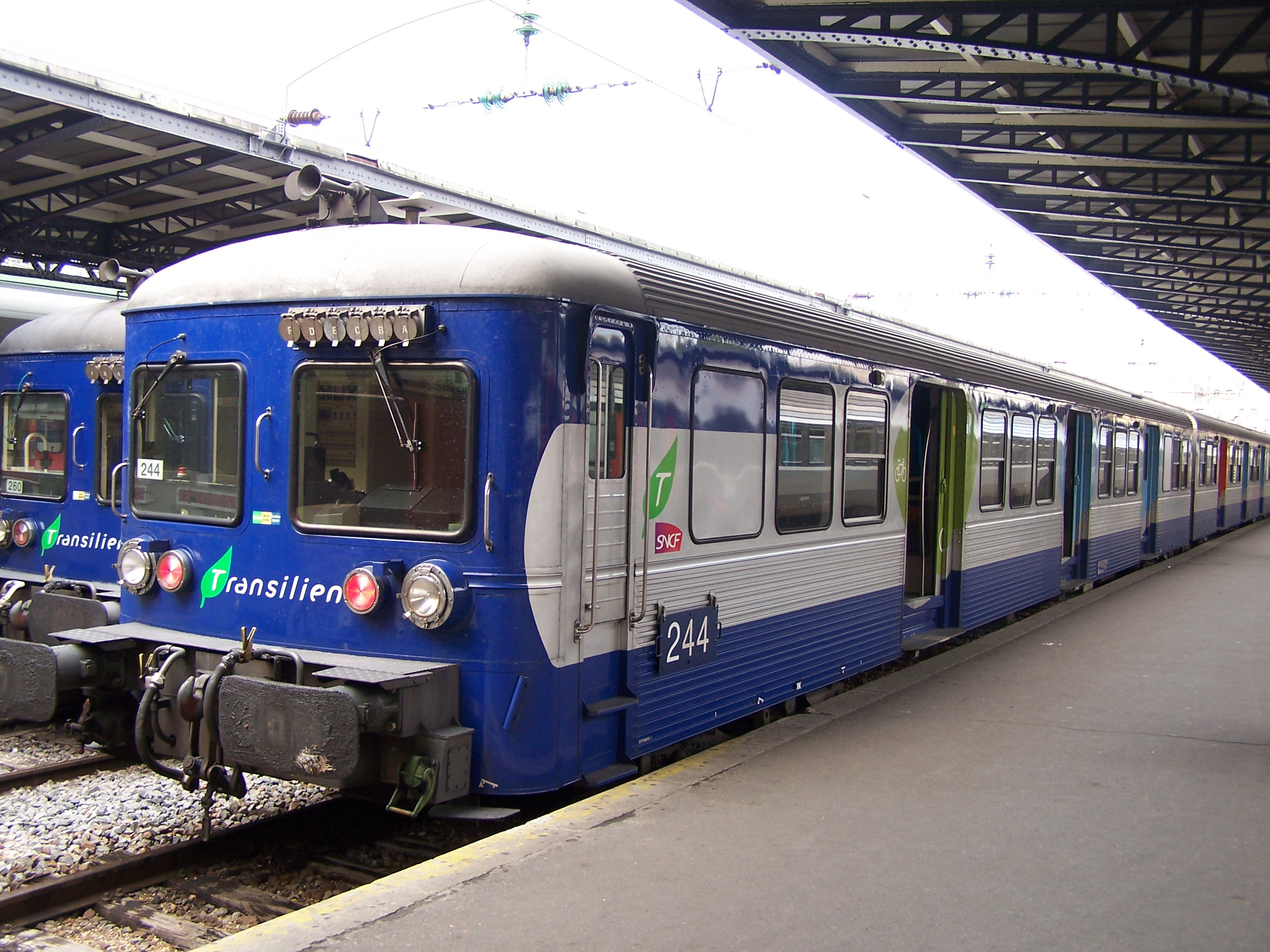
RIB  ‍
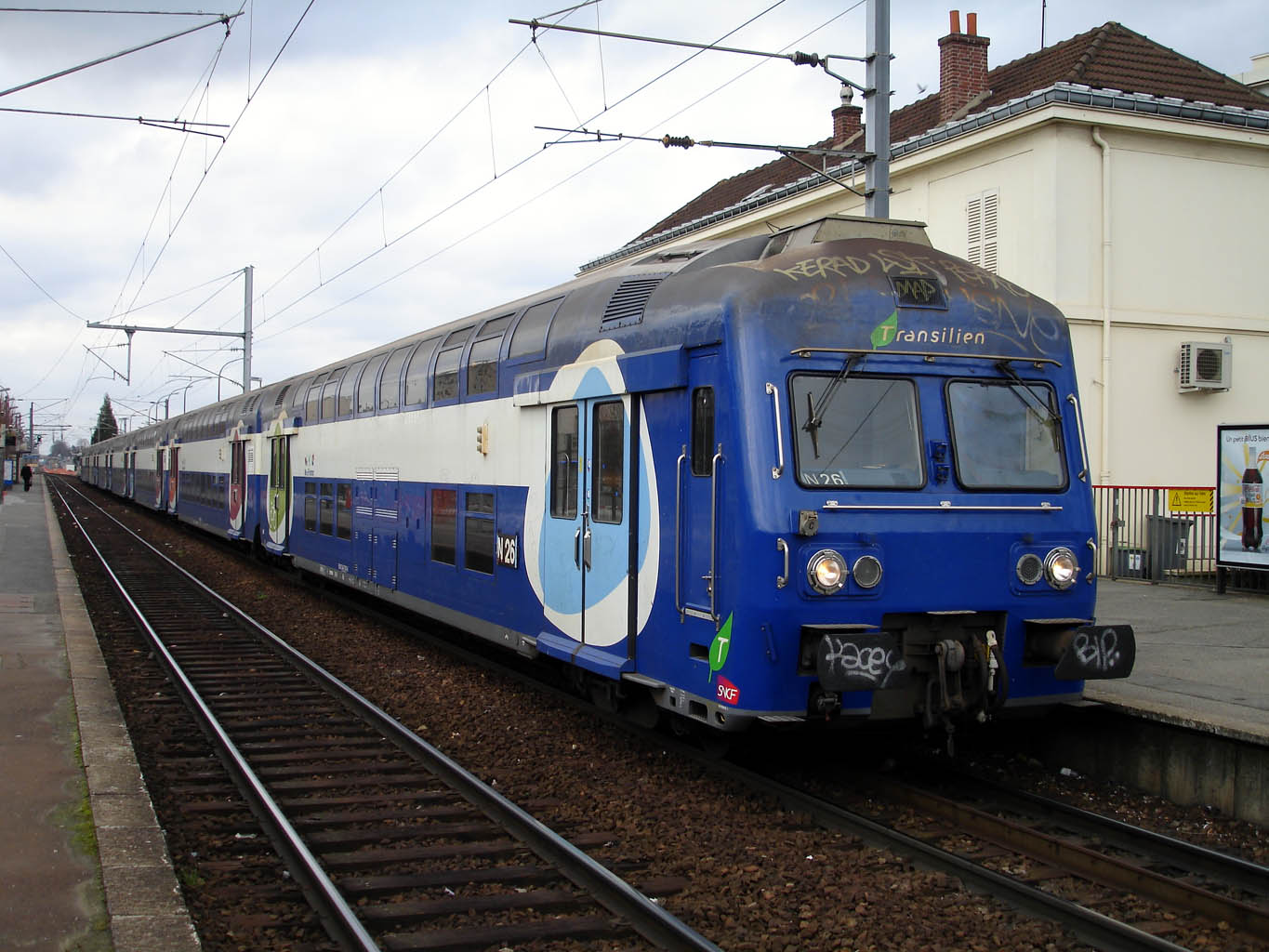
VB 2N ‍ ‍
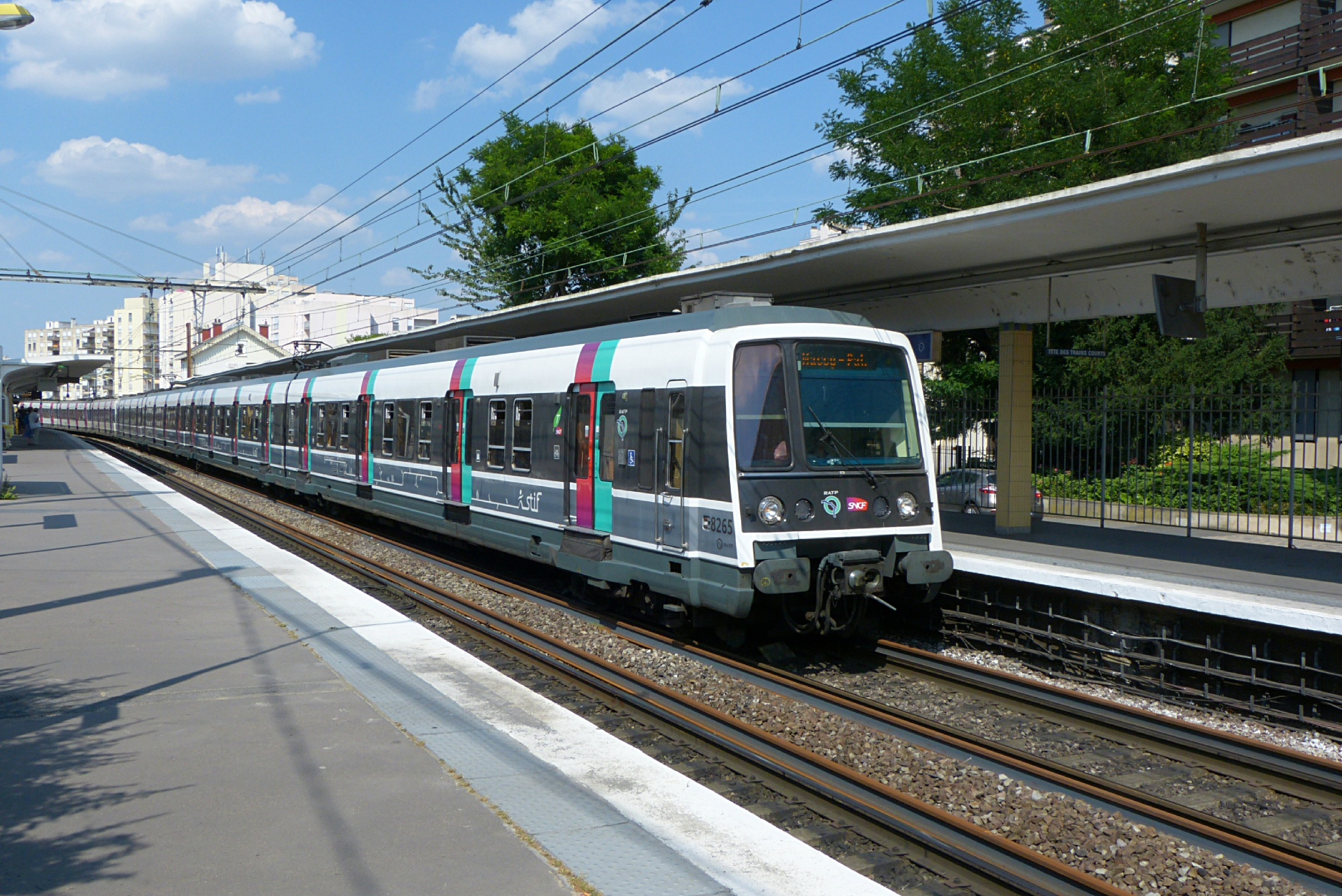
MI 79  ‍
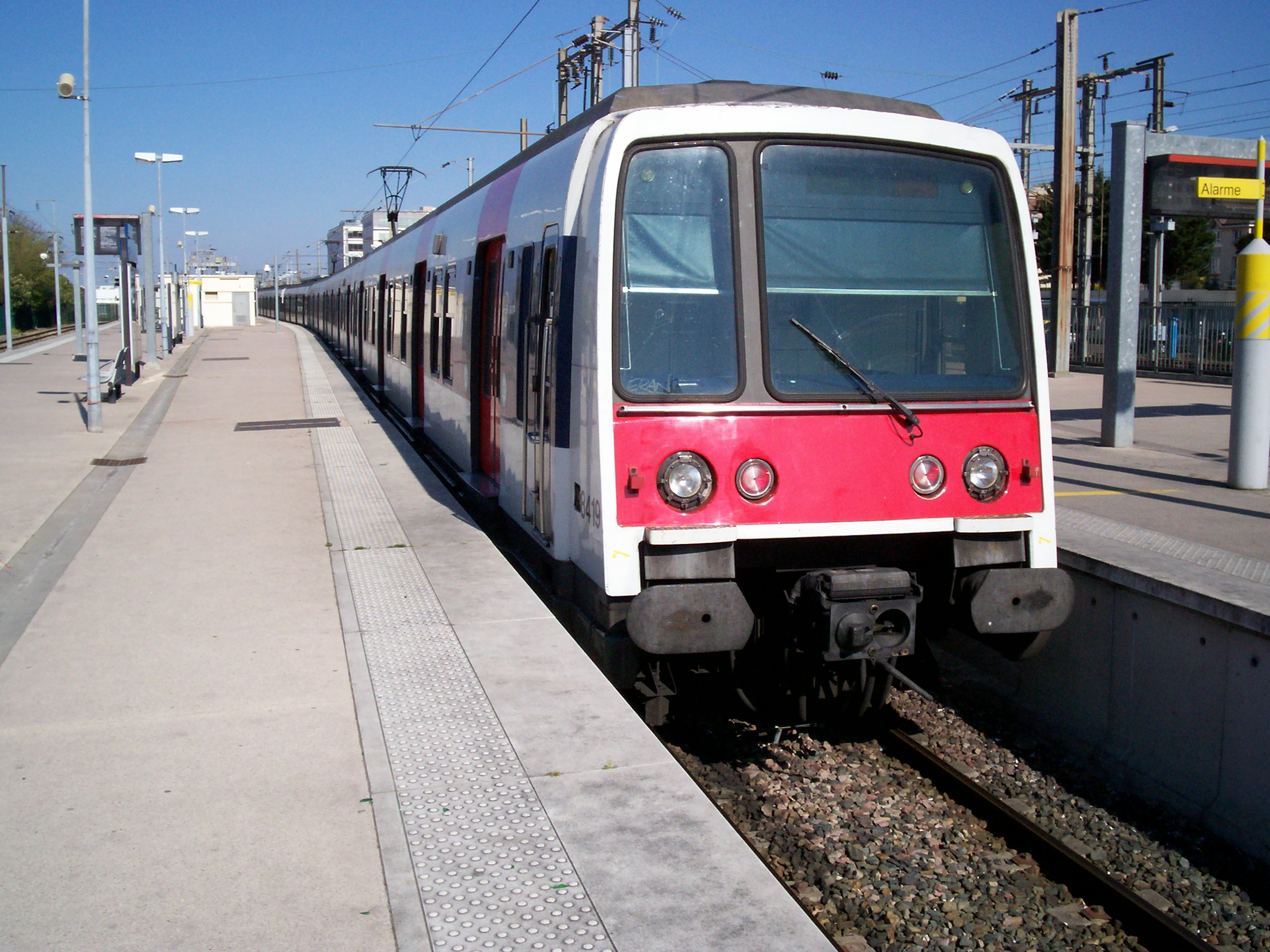
MI 84  ‍
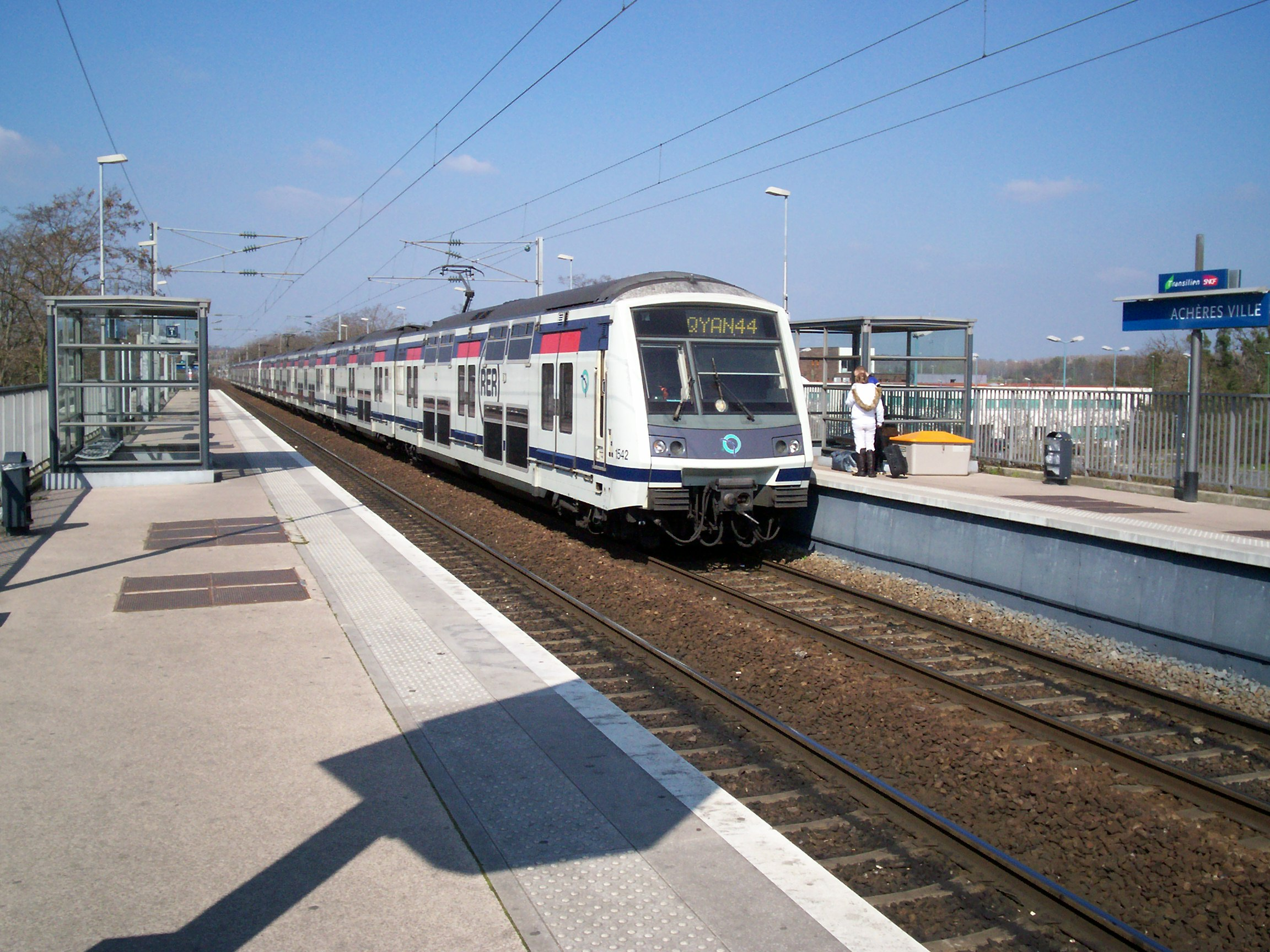
MI 2N  ‍
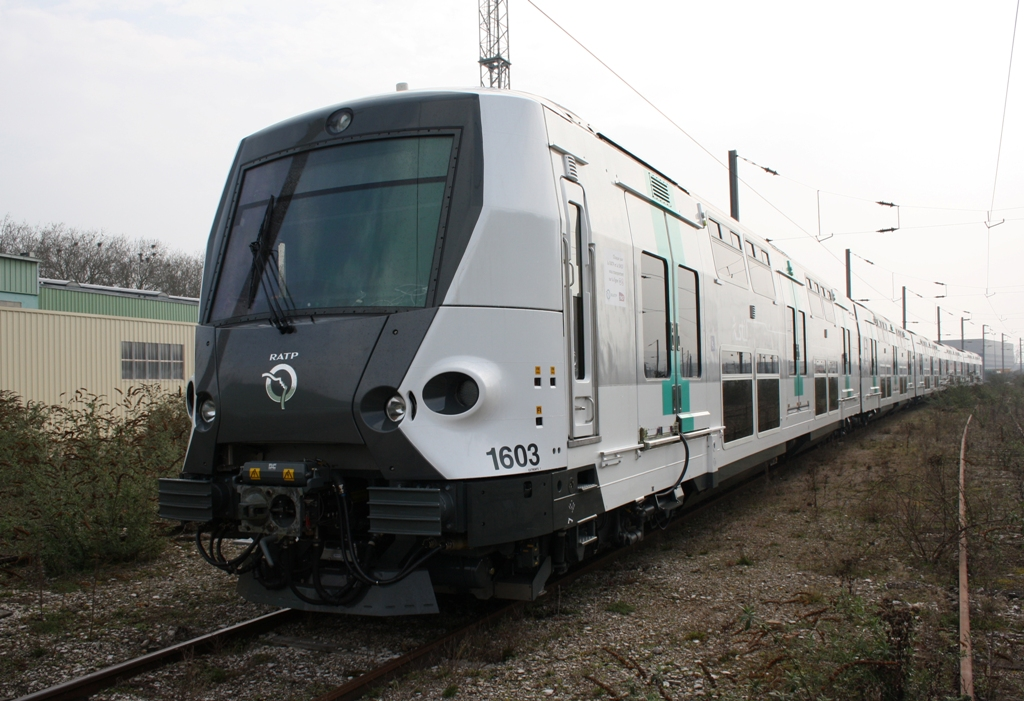
MI 09  ‍
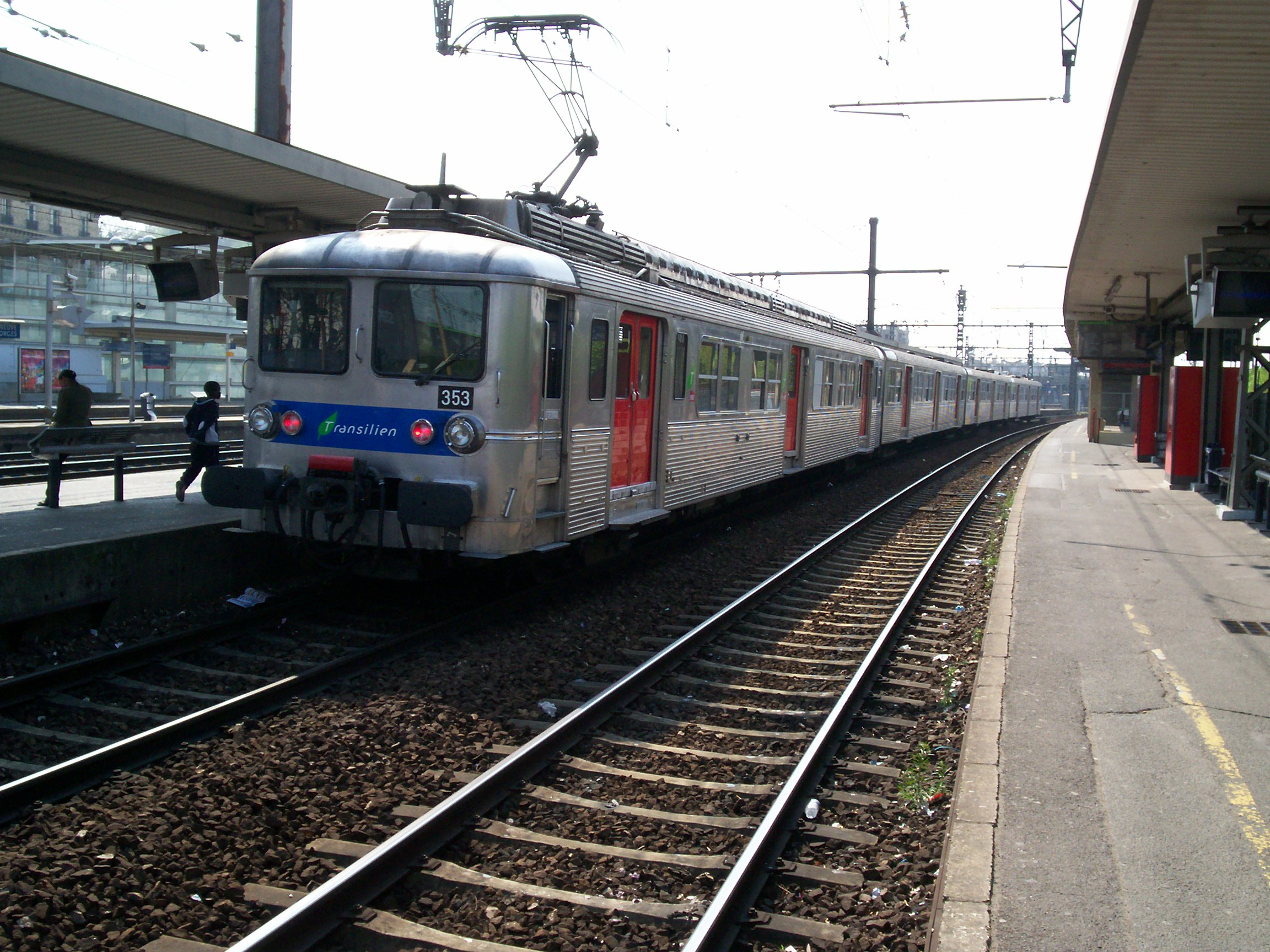
Z 5300  ‍  ‍
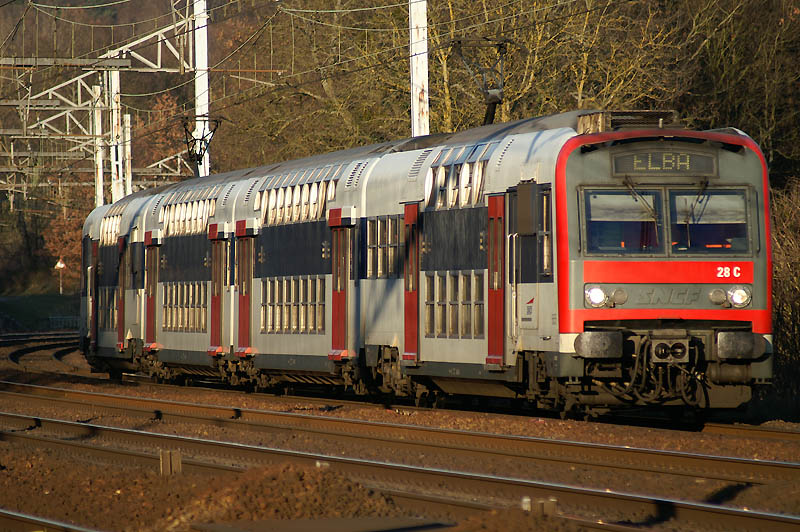
Z 5600  ‍ ‍  ‍
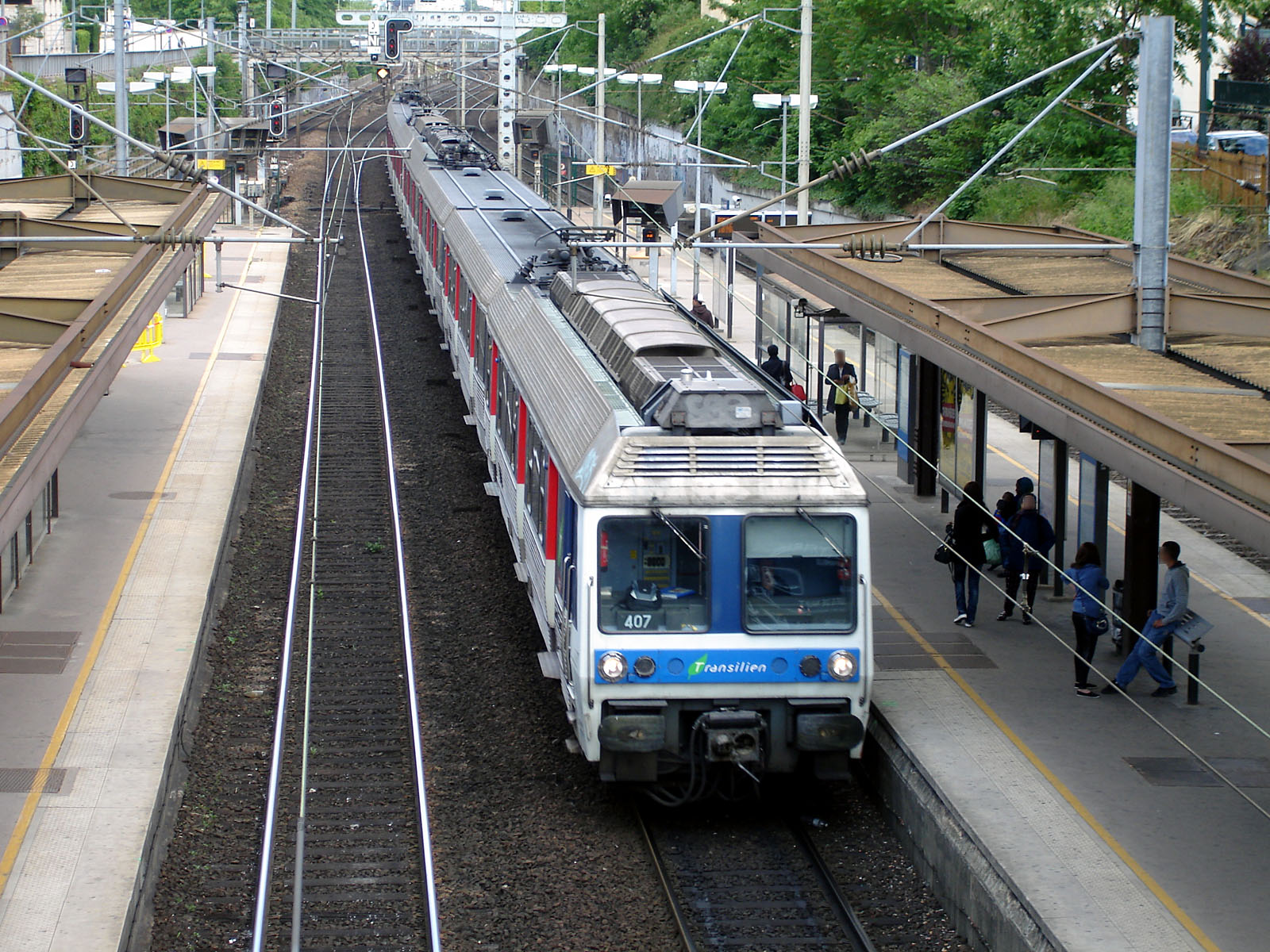
Z 6400  ‍
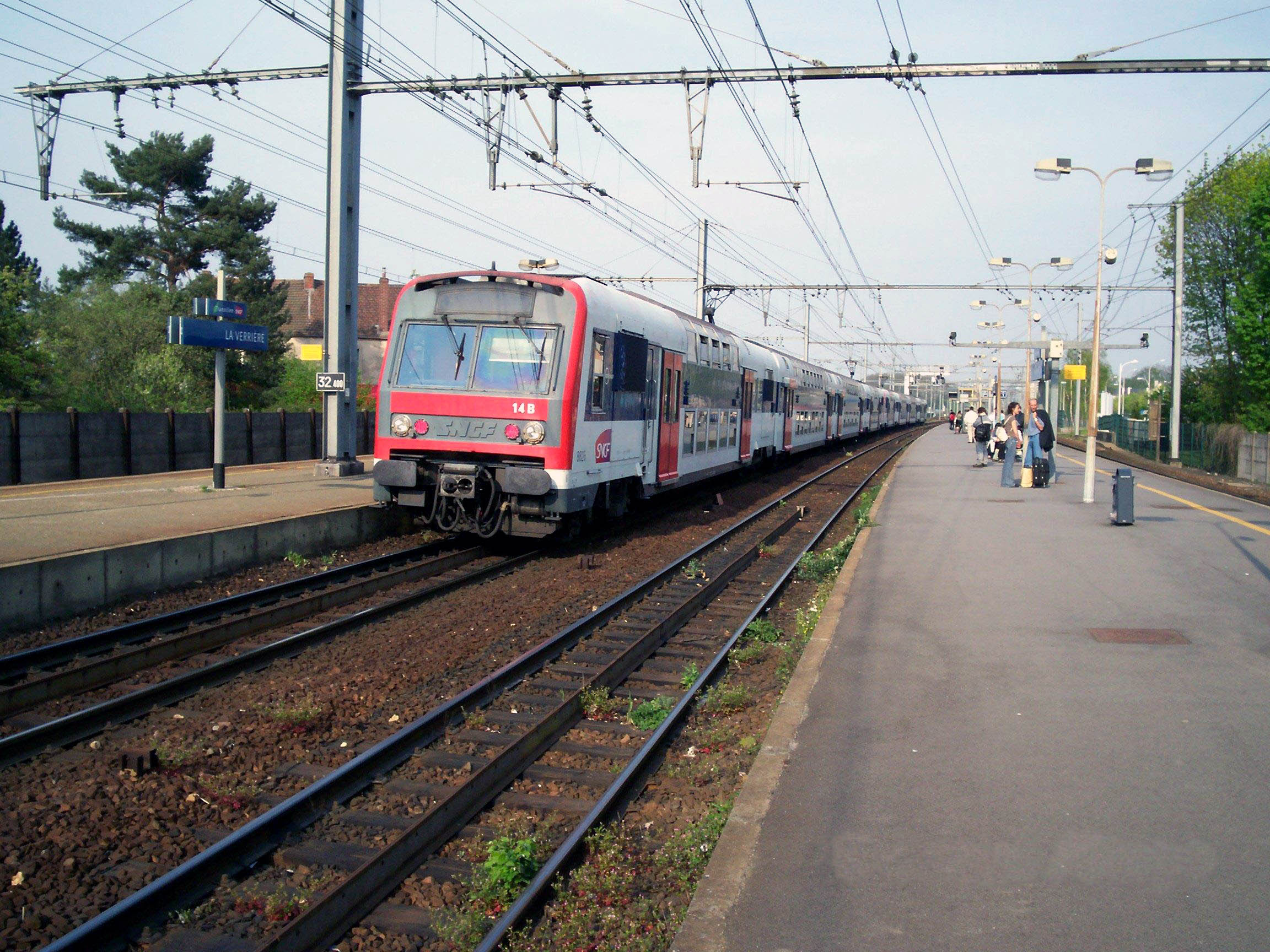
Z 8800  ‍  ‍ ‍
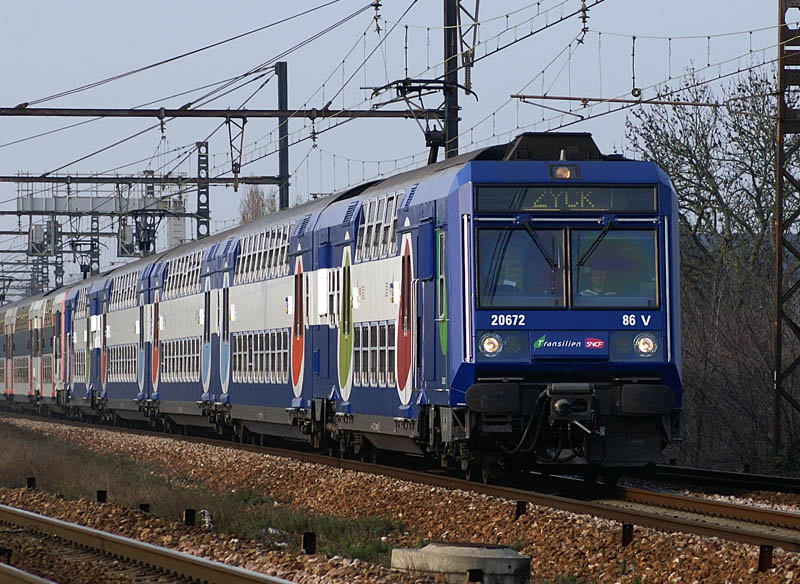
Z 20500  ‍ ‍  ‍ ‍
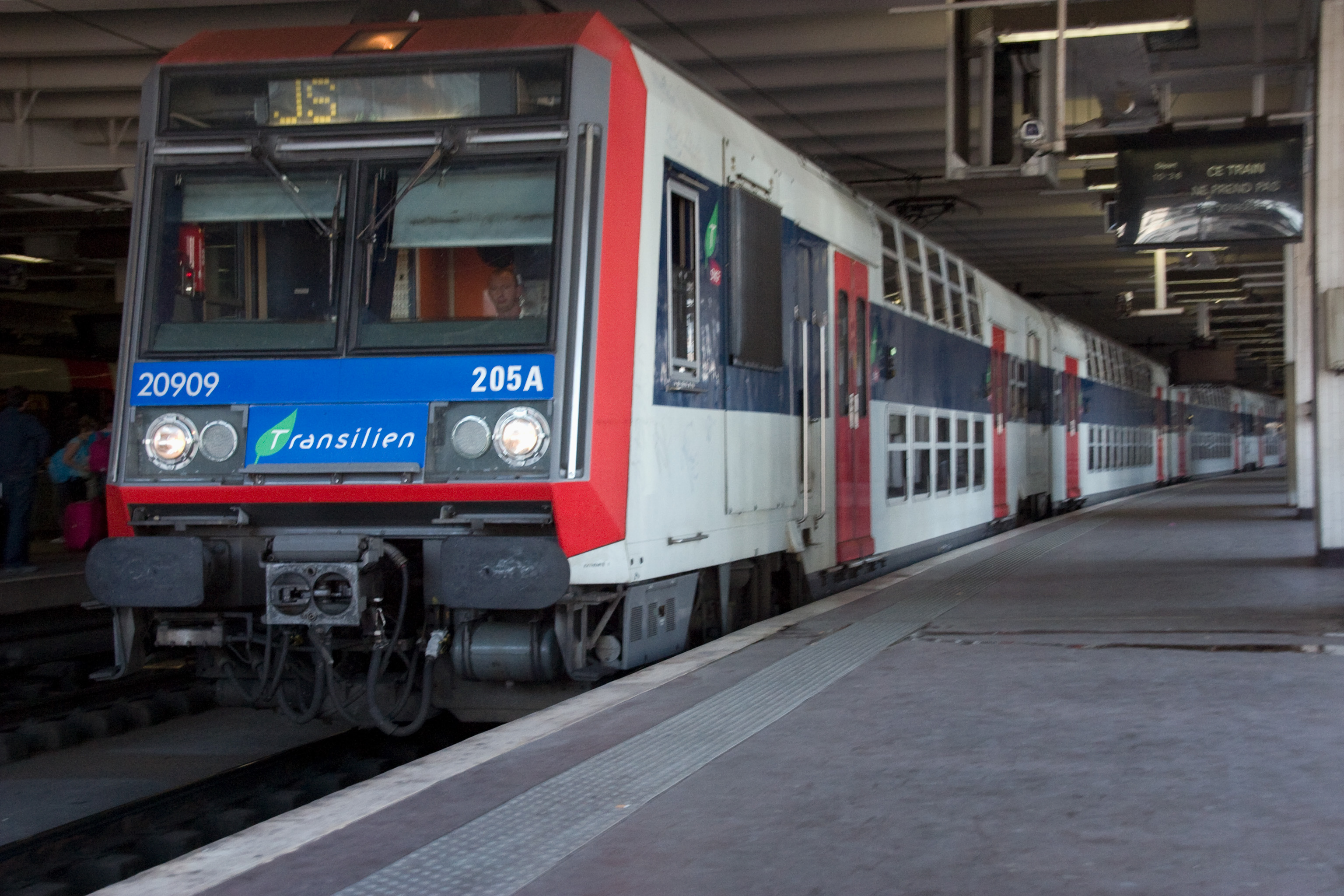
Z 20900  ‍
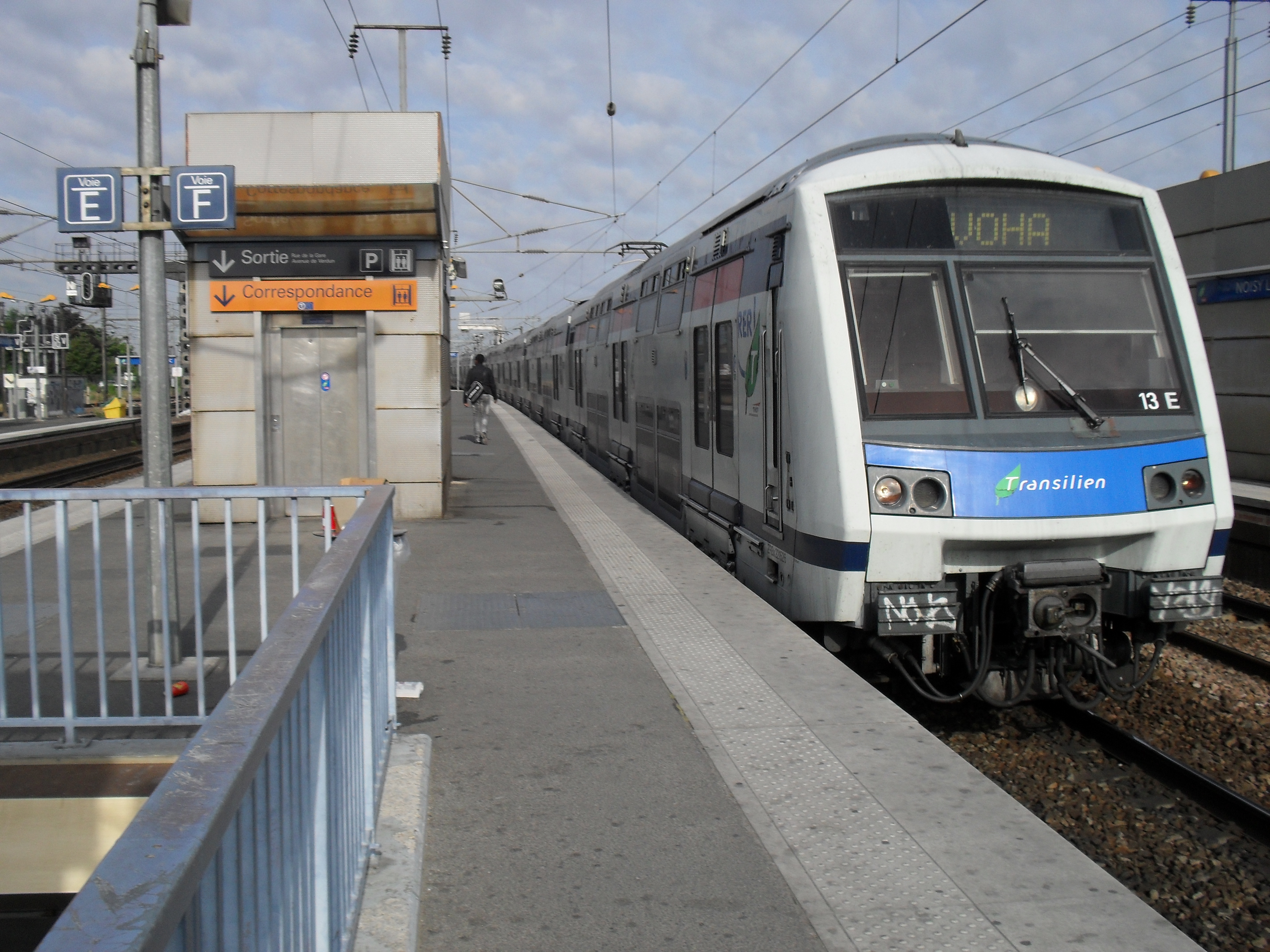
Z 22500  ‍
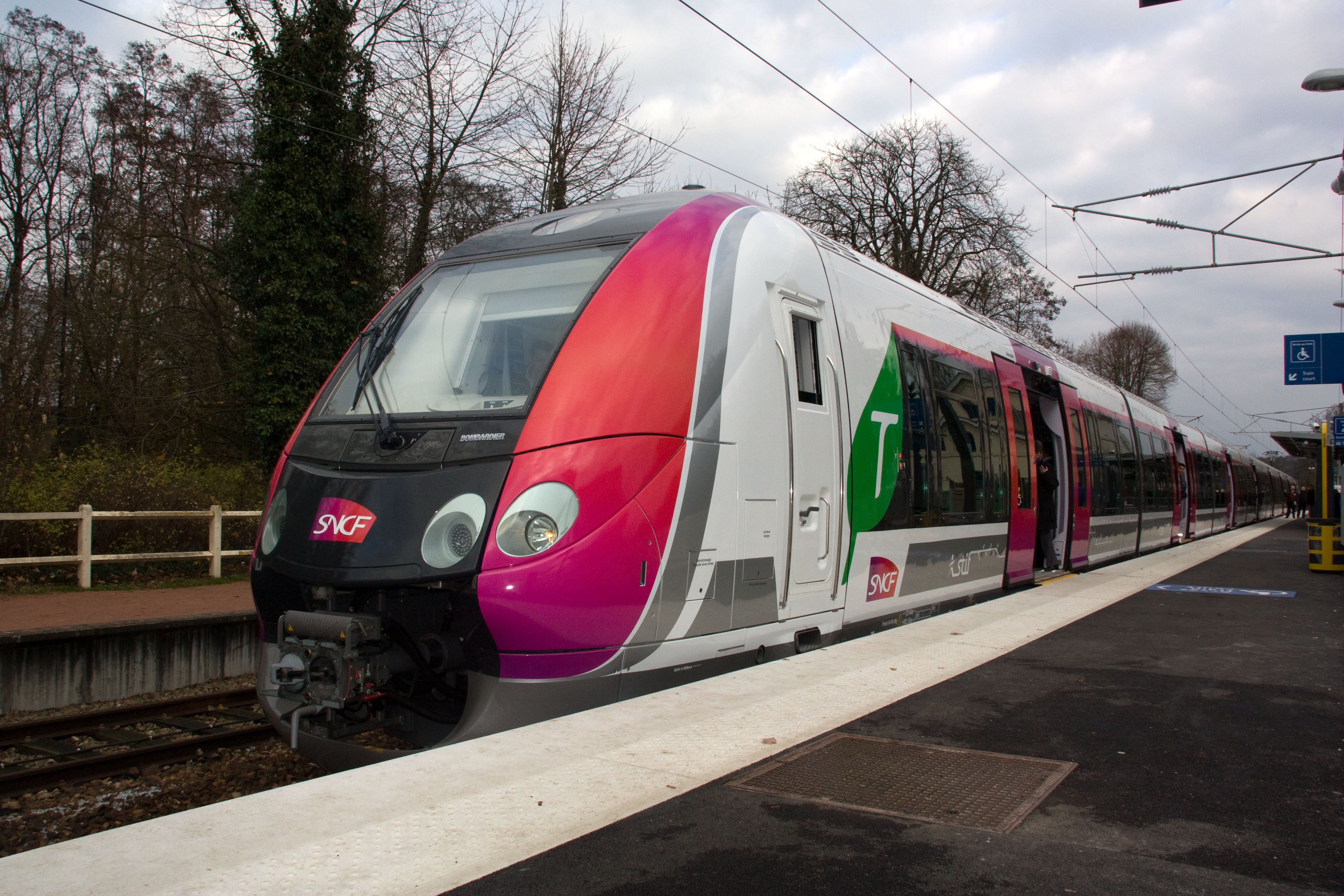
Z 50000  ‍  ‍ ‍ ‍ ‍ ‍
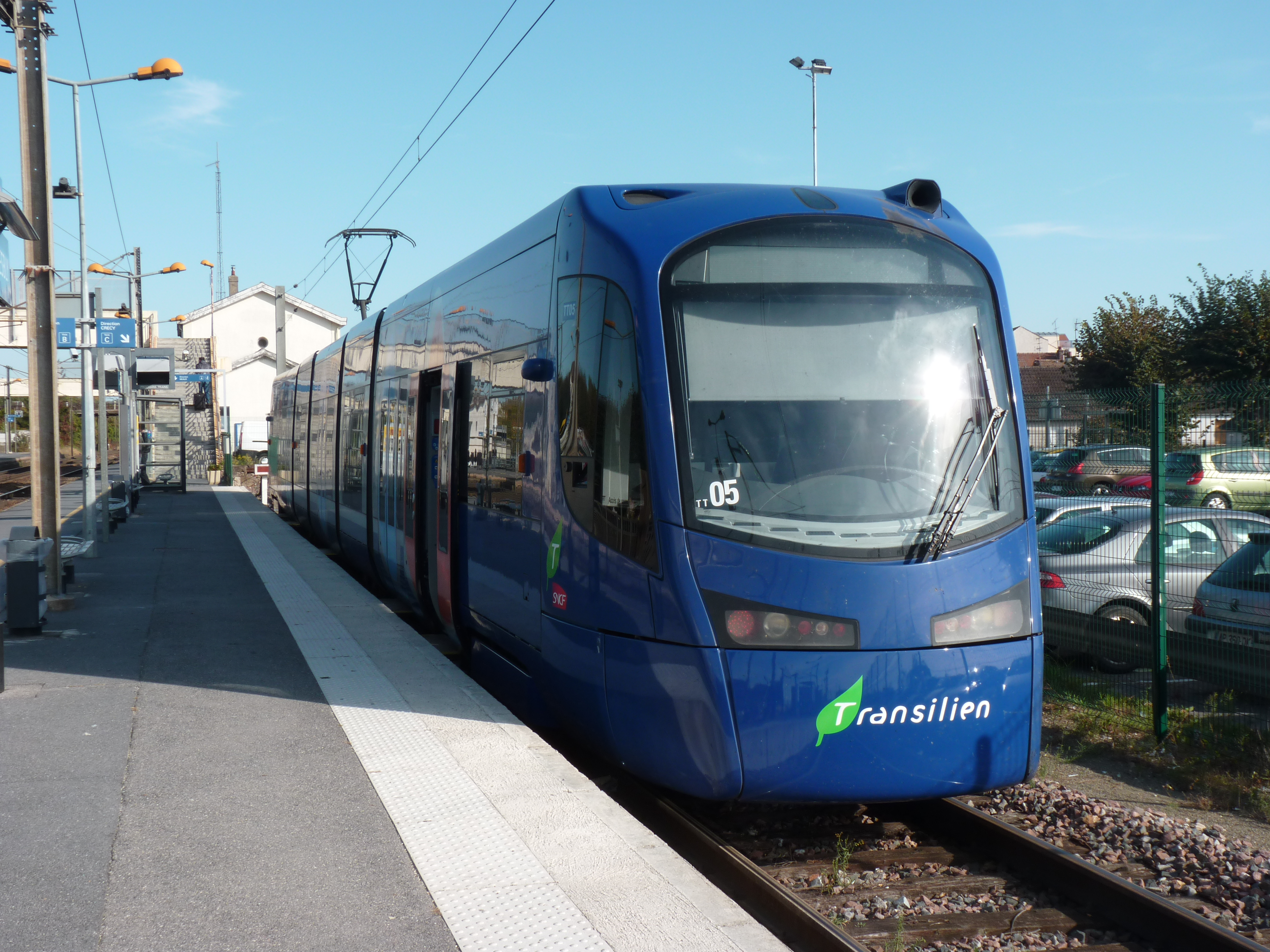
U 25500  ‍  ‍
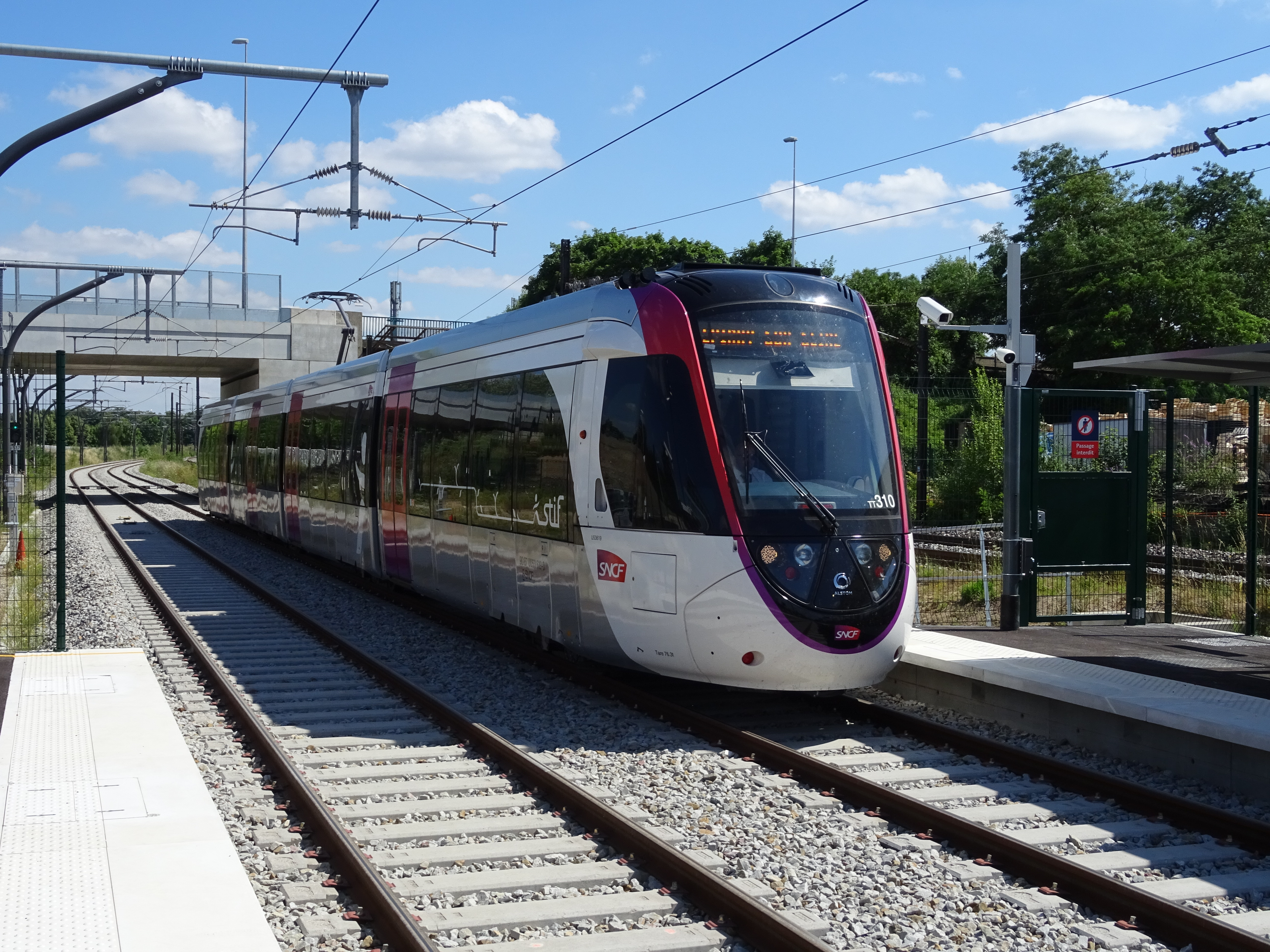
U 53600  ‍

## Projetos de desenvolvimento

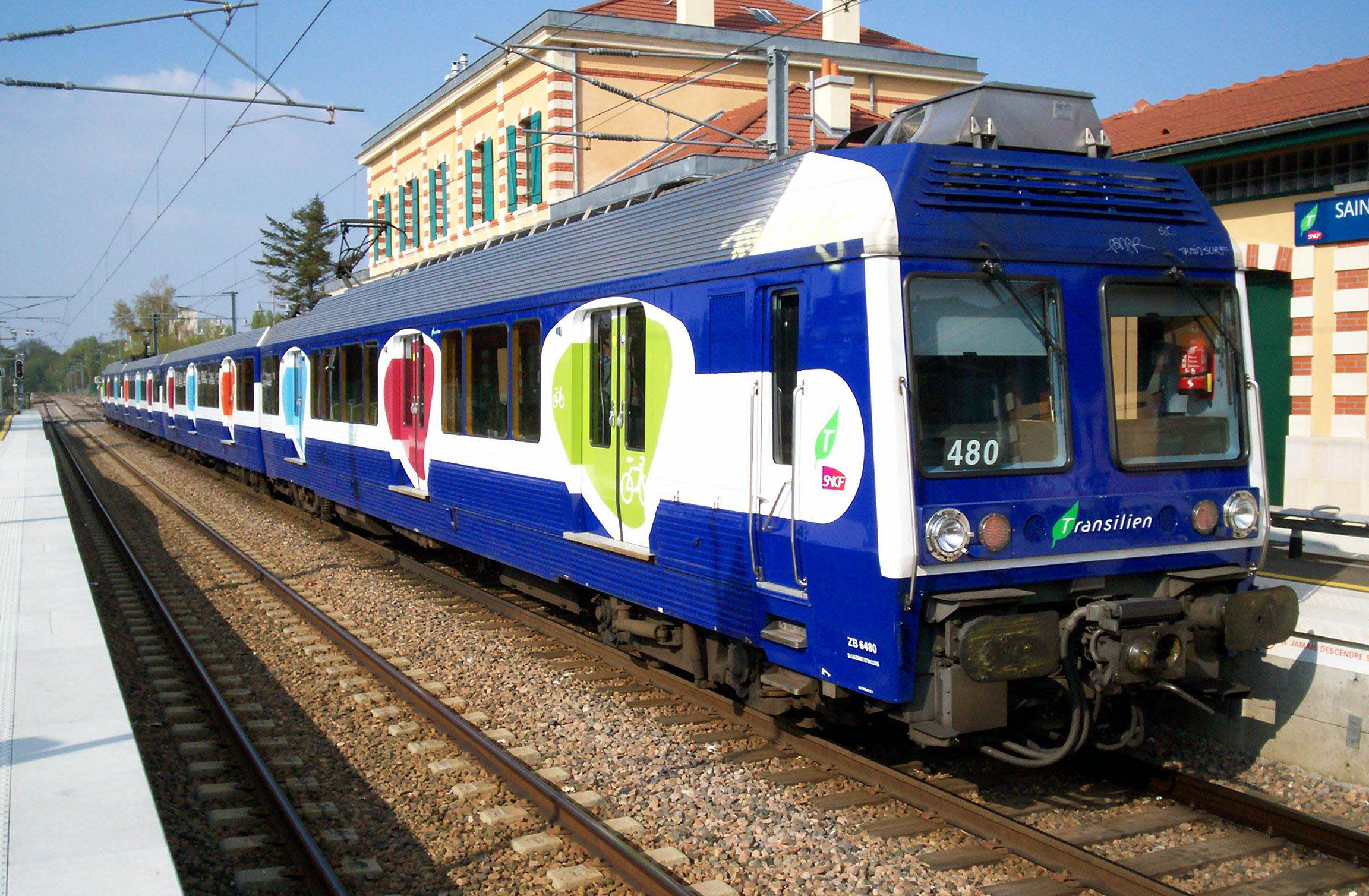
A Grande Ceinture Ouest, parte da futura Tangentielle Ouest.

A SNCF propõe a reabertura da linha da Grande Ceinture para garantir ligações sem passar por Paris. Uma primeira ligação foi aberta em 2003 em Yvelines, a Grande Ceinture Ouest, mas este curta linha resultado de um projeto truncado que não liga as estações ou pólos importantes permanece desde a pouco cheia. É por isso que, ela será em 2020 convertida em tram-trem e estendida de uma parte a outra, para servir as estações ferroviárias ou os pólos importantes que estão faltando, para se tornar a Linha 13 Express do Tramway d'Île-de-France. É previsto, no mesmo ano, lançar a linha 12 Express do tramway, que substituirá parcialmente, e depois - a partir de 2021 - totalmente o ramal C8 do RER C. Outros projetos estão em estudo.